# Quanto t'ho amato
Quanto t'ho amato è una compilation di Roberto Benigni pubblicata nel 2002.

## Tracce
1. La banda del pinzimonio[1] - 1:16
2. Quanto t'ho amato[1] - 4:38
3. Pantheon - 3:55
4. L'inno del corpo sciolto - 3:02
5. Mi piace la moglie di Paolo Conte - 4:57
6. Via con me - 3:05
7. Le chic et le charme[2] - 4:50
8. Bob e Nico[3] - 3:04
9. Devil Tango[4] - 2:15
10. Cantabile[5] - 2:34
11. La vita è bella[1] - 2:48
12. Grand Hotel Valse[1] - 2:00
13. Grand Hotel Fox[1] - 1:57
14. Buongiorno principessa[1] - 3:42
15. Beautiful That Way[6] - 3:32